# Ruth Underwood

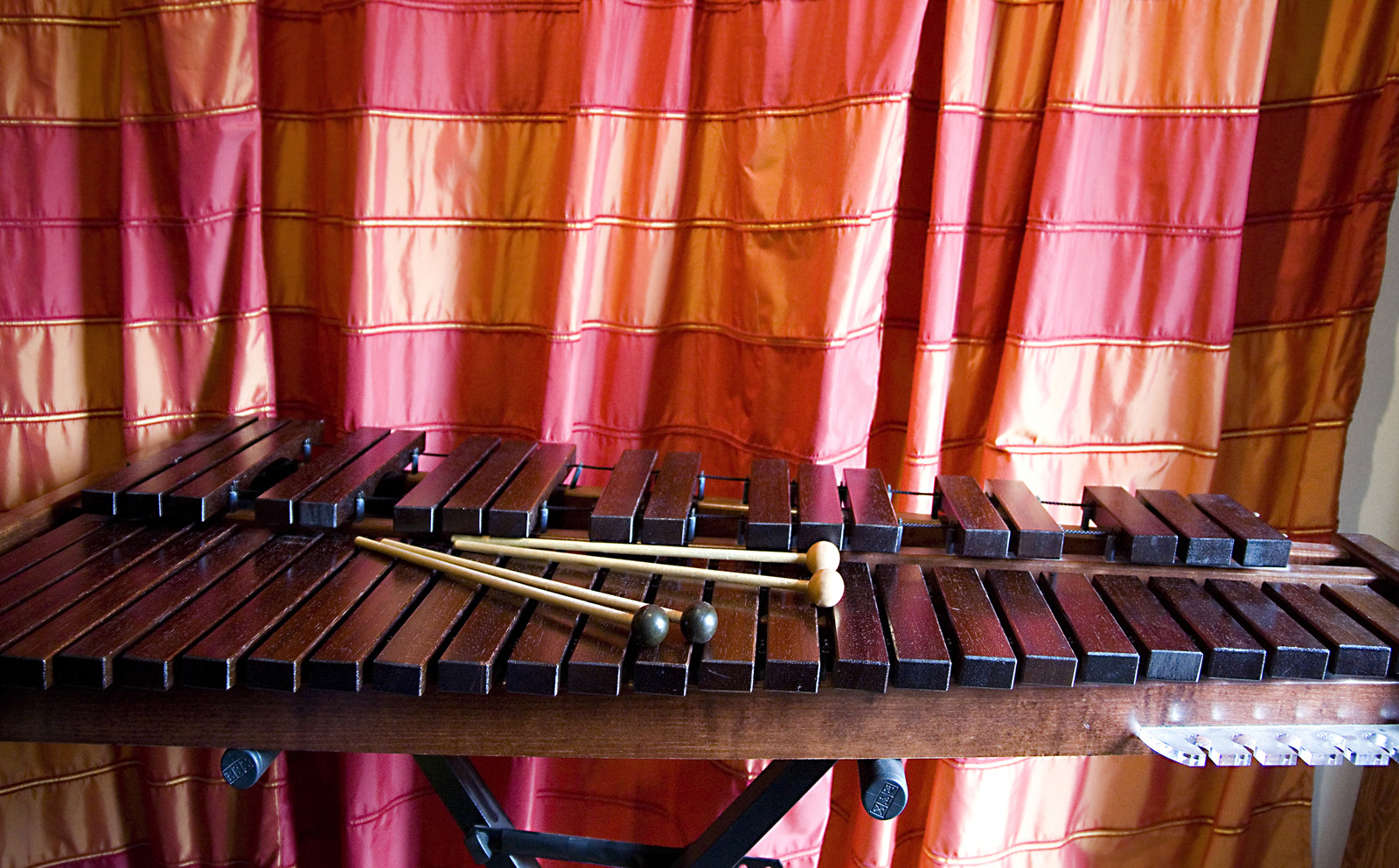
Een xylofoon, een van Underwoods meest bespeelde instrumenten.

Ruth Underwood, geboren als Ruth Komanoff (23 mei 1946) is een Amerikaanse muzikante die voornamelijk de xylofoon, marimba, vibrafoon en soortgelijke instrumenten bespeelt. Ze werkte samen met de Mothers of Invention van 1968 tot en met 1977.

## Leven & carrière
In mei 1969 trouwde ze met toetsenist/saxofonist Ian Underwood, een Mothers-muzikant. Ze scheidden in 1986. Professioneel gebruikte ze zowel haar geboortenaam, Ruth Komanoff, als Underwood, de naam van haar ex. Na de scheiding woonde ze in Los Angeles.
Ze staat bekend als virtuoze percussioniste die eerst een klassieke opleiding had bij Ithaca college, met leraren zoals Warren Benson. Ze was klassiek opgeleid vanaf 16-jarige leeftijd. Ze ging naar de prestigieuze Julliard school.
Gedurende 1967 was ze regelmatig aanwezig in het Garrick Theatre in New York, toen Frank Zappa en The Mothers of Invention de huisband waren, wat resulteerde in haar lidmaatschap als Mother vanaf 1968.
Sessies voor een klein aantal andere artiesten werden uitgevoerd door Underwood in de jaren 70. Namelijk voor de band Ambrosia en jazz-toetsenist George Duke. Volgens sommigen stopte ze begin 1980 met muziek en concentreerde ze zich in plaats daarvan op haar gezin. Een laatste sessie voor Zappa vond echter plaats in 1993, kort voor zijn dood door kanker in december.
Haar broer is Charles Komanoff.
Haar marimba was een elektrische, speciaal bewerkt voor liveoptredens met Zappa. 

## Discografie

### Met Frank Zappa
- Uncle Meat (1969)
- 200 Motels (1971)
- Over-Nite Sensation (1973)
- Apostrophe (') (1974)
- Roxy & Elsewhere (1974)
- One Size Fits All (1975)
- Zoot Allures (1976)
- Zappa in New York (1978)
- Studio Tan (1978)
- Sleep Dirt (1979)
- Thing-Fish (1984)
- You Can't Do That on Stage Anymore Sampler (1988)
- You Can't Do That on Stage Anymore, Vol. 1 (1988)
- You Can't Do That on Stage Anymore, Vol. 2 (1988)
- You Can't Do That on Stage Anymore, Vol. 3 (1989)
- You Can't Do That on Stage Anymore, Vol. 4 (1991)
- You Can't Do That on Stage Anymore, Vol. 6 (1992)
- The Lost Episodes (1996)
- Läther (1996)
- Frank Zappa Plays the Music of Frank Zappa: A Memorial Tribute (1996)
- Have I Offended Someone? (1997)
- The Dub Room Special (2007)
- Wazoo (2007)
- One Shot Deal (2008)
- Understanding America (2012)
- Road Tapes, Venue #2 (2013)
- A Token of His Extreme Soundtrack (2013)
- Roxy by Proxy (2014)
- Roxy the Soundtrack (2015)
- The Crux of the Biscuit (2016)
- Meat Light (2016)
- The Roxy Performances (2018)
- Halloween 73 (2019)
- Zappa (2020)

### Met The Hamilton Face Band
- The Hamilton Face Band (1969)
- Ain't Got No Time (1970)

### Met Jasun Murtz and the Neoteric Orchestra
- The Pillory (1978)

### Met George Duke
- I Love The Blues She Heard My Cry (1975)
- Liberated Fantasies (1976)
- My Soul: The Complete MPS Fusion Recordings (2008)

### Met Billy Cobham
- Inner Conflicts (1978)

### Met Ambrosia
- Somewhere I've never travelled (1976)

### Met Alphonso Johnson
- Yesterday's Dreams (1976)

### Met Eye to Eye
- Eye to Eye (1982)

### Met Jasun Martz/The Neoteric Orchestra
- The Pillory (1981)

## Filmverschijningen
- Zappa
- Roxy: The Movie
- 200 Motels
- Baby Snakes
- The Dub Room Special
- The Amazing Mr. Bickford
- Video From Hell
- The True Story of Frank Zappa's 200 Motels
- A Token of His Extreme

- MusicBrainz: d299d05e-fadd-4b63-9f56-d9b5412b7b63
- Virtual International Authority File: 8487154260450824480001